# Ronnie Geevaert
Ronnie Geevaert is een personage uit de Vlaamse soapserie Wittekerke dat werd gespeeld door Steph Baeyens in de eerste twee seizoenen.

## Beschrijving
Ronnie is weduwnaar, zijn vrouw Barbara is twee jaar eerder overleden. Hij voedt zijn kinderen Veerle, Simon en Elsje alleen op. Hij wil een nieuwe vrouw leren kennen en gaat naar een relatiebureau, waar hij Nellie De Donder tegenkomt. Ze worden al snel verliefd en beginnen een relatie. Simon en Elsje zijn eerst tegen Nellie gekant, maar draaien later bij. 
Simon krijgt kanker en dit zorgt voor strubbelingen in de relatie van Ronnie en Nellie. Doordat Nellie steeds meer de moederrol op zich neemt, keert Veerle zich tegen haar. Ze verzeilt in een sekte. Nellie probeert haar hieruit te halen, maar dit lukt aanvankelijk niet. Met de hulp van Bob Bauterse krijgt Ronnie haar dan toch uit de sekte. 
Nadat hij Nellie bedriegt met Veronique gaan ze uit elkaar. Even later vertrekt hij samen met zijn jongste dochter en de zieke Simon naar Zwitserland om daar een behandeling te volgen tegen Simons kanker en verdwijnt hij uit Wittekerke.